# Peter Jonas Bergius
Peter Jonas Bergius (Estocolmo, 6 de julho de 1730 – Estocolmo, 10 de julho de 1790) foi um botânico sueco. Irmão do historiador sueco Bengt Bergius (1723-1784).
Foi autor da obra "Descriptiones plantarum ex Capita Bonae Spei" (1767), onde ele descreve a flora do Cabo da Boa Esperança. Ele legou à Academia de Ciência de Estocolmo a sua biblioteca e o seu Jardim Botânico (Bergianska Trädgården, também conhecido como Hortus Bergianus), cujos departamentos são hoje um local de estudos sobre o meio ambiente. Peter Jonas Bergius tornou-se membro da Sociedade Real em 31 de Maio de 1770.

## Obras

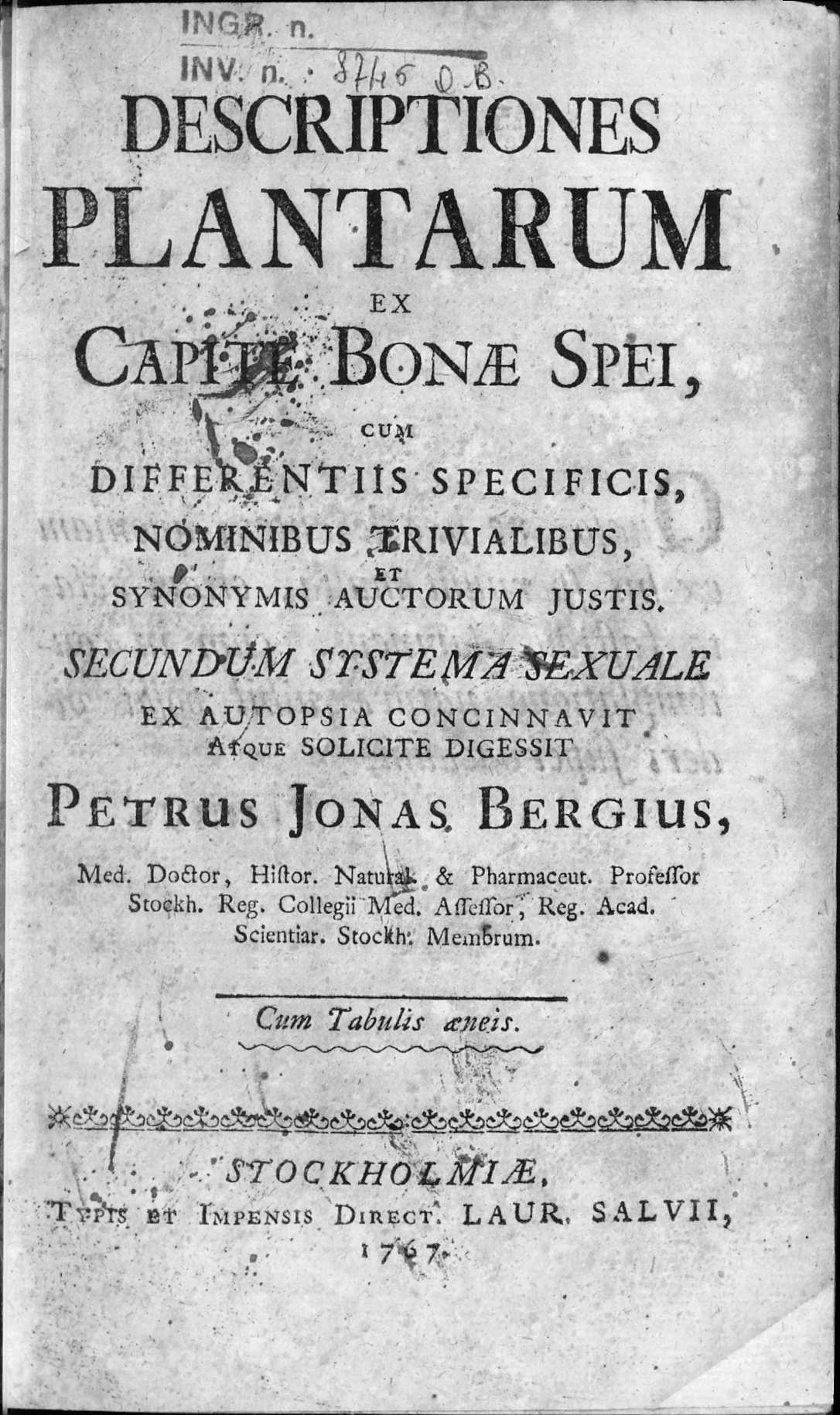
Descriptiones plantarum ex Capite Bonae Spei, 1767

- Descriptiones plantarum ex Capite Bonae Spei (em latim). Stockholm: [s.n.] Lars Salvius. 1767